# NAtURAL DOCtRINE
『NAtURAL DOCtRINE』（ナチュラル ドクトリン）は、角川ゲームスより2014年4月3日に発売されたゲームソフト。
PS4版は数量限定でVita版のプロダクトコードが封入された「おもちだしパック」も同時発売。
2022年5月より、Dragami Gamesが角川ゲームスから本作に関する権利を引き継いでいる。

## 概要
本作品は角川ゲームスが2013年に設立した社内開発スタジオである「KADOKAWA GAME STUDIO」の処女作で、内容はファンタジー世界観による完全新規IPのシミュレーションRPGである。PS4版は角川ゲームスの同ハード参入第1弾タイトルとなっている。
プロデュースと原作を『艦隊これくしょん -艦これ-』なども手掛ける田中謙介が、ディレクションを飯淳が務める。

## あらすじ
人類は危険な物質プルトンの持つ多大なエネルギーに惹かれ、プルトンに耐性のあるゴブリンから略奪を繰り返した結果、文明を発展させたが、周辺の他の種族との争いをも生んだ。
人間の青年イフはそんな世界で出世を夢見ていたが、ある日、彼の運命を大きく左右する出来事が起きた。

## システム
魔法の使用に必要なレアメタル・プルトンをめぐる闘いを描いたシミュレーションRPGである本作において、プレイヤーは視点は三人称・俯瞰（ズーム可能）に切り替えながらゲームを進めることができる。
プルトンはステージ内の宝箱からほかのアイテムと一緒に入っており、ゲーム全体で手に入るプルトンの量は限られているため、計画的な利用がプレイヤーに求められる。
また、射撃および一部の魔法においては同士討ちの概念が存在し、味方を倒してしまうとゲームオーバーになる。ただし、味方が射撃を受ける前に射撃で返す"応射"には同士討ちが存在しない。

### オンラインモード
本作のオンラインモードでは、カード型のユニットを組み合わせてデッキを構成する形でミッションに挑むことができる。このデッキにはシングルモードの敵種族であるグリオンやリザードマンも組み込むことができる。

### アドホックモード
Playstation Vitaのみに搭載された、友人と対戦できるモードで、戦績の保存はできないため練習試合のような位置づけとなる。

## キャラクター
イフ（Jeff）
声：井上剛
本作の主人公。城塞都市騎士団入りを夢見、坑道開拓旅団（バーグマン）の護衛士として生計を立てている青年。近接格闘を主とするが、銃にも関心がある。
ヴァシリー（Vasilisa）
声:佐倉綾音
イフのパートナーである女護衛士。
アンカ（Anca）
声：村井理沙子
坑道開拓旅団代表を務める女性。戦術面のほかにも医療面においても知識が豊富。
ジークリンデ（Zekelinde）
声：川原慶久
愛称ジーク。イフとヴァシリーの師匠。
メル（Mel）
声：日高里菜
見た目はかわいらしい少女だが、ゴーレム使役・銃撃戦に長けている。
ネブラ（Nebula）
声：山下誠一郎
賢者を夢見る魔法使い。ひねくれ者のようで、実は心優しい。
プルトンを使った魔術を用いるため、運用には注意が必要なキャラクターである。
タチアナ（Tatiana）
声：洲崎綾
ボーイッシュな戦争孤児。
人間のことはあまり好きではない一方、オークたちとは親しい。
銃の扱いに長けており、その命中率は高い。
インゴベルト(Ingobert)
声：東地宏樹
城塞都市・フェステの元老院議員である魔法使い。イフや他種族などを見下している。
ゴモリー(Gomory)
声：井口裕香
謎めいた妖女。人間のような姿をしているが、実年齢・種族等のプロフィールは謎に包まれている。

### その他
ミノタウロス
牛の頭と人間の身体を持つ怪物。強靭な肉体を持つ半面、知能は低く粗暴な性格。
ワイバーン・ブルー
竜の墓場と呼ばれる豪雪地帯に生息する竜。雷撃を吐き出す。
ワイバーン・ブルー
灼熱の地・北の洞窟に生息する竜で、火炎を吐き出す。
古竜
髭を生やしたような姿の竜。

## スタッフ
- エグゼクティブプロデューサー - 安田善巳
- プロデューサー・原作 - 田中謙介
- キャラクターデザイン - 碇谷敦（ufotable）
- ディレクター - 飯淳
- 音楽 - 朝倉紀行